# Museu de Relacionamentos Rompidos
O Museu de Relacionamentos Rompidos (em croata:  Muzej prekinutih veza) é um museu situado em Zagrebe, na Croácia, dedicado aos relacionamentos amorosos que não deram certo. As suas exposições incluem objetos pessoais de amantes brevemente descritos, que foram doados ao museu.
O museu realizava exposições itinerantes de objetos doados e posteriormente foi estabelecido em Zagrebe. Recebeu o Prémio Kenneth Hudson em 2011. Em 2017, o museu recebeu mais de cem mil visitantes, tornando-se o décimo primeiro museu mais visitado da Croácia.

## História
O museu foi fundado pela cineasta Olinka Vištica, e pelo escultor Dražen Grubišić. Após romperem o relacionamento de quatro anos em 2003, ambos idealizaram a criação do museu para abrigar os objetos pessoais que sobraram. Três anos depois, Grubišić contactou Vištica com esta ideia para estabelecer o museu. O museu foi apresentado pela primeira vez em 2006, na Gliptoteca de Zagrebe, como parte do 41.º Salão de Zagrebe.
O museu realizou digressões na Argentina, Bósnia e Herzegovina, Alemanha, Macedónia do Norte, Filipinas, Sérvia, Singapura, Eslovénia, África do Sul, Turquia, Reino Unido e Estados Unidos. Entre 2006 e 2010, a coleção foi vista por mais de duzentos mil visitantes.